# دافي داك
دافي داك (بالإنجليزية: Daffy Duck)‏ هي شخصية رسوم متحركة لذكر بط في سلسلة وارنر براذرز لووني تونز وميري ميلوديز، دافي كان أول شخصية مجنونة قدمت إلى نهايات الثلاثينات لتناقض نوعية الشخصيات الطبيعية كميكي ماوس وبوباي التي اشتهرت ذلك العقد. يعد دافي صديق باغز باني المقرب وأحيانا خصمه.
وضع كل رسام في وارنر براذرز بصمته في شخصية دافي داك، فيكون مجنونا تماما في كارتون ويكون جشعا طماعا في آخر، بوب كلامبيت وتشاك جونز استخدم كلا منهما شخصية له من هاتين الشخصيتين في عروضهما. دافي كان في المرتبة 14 في لائحة أعلى 50 شخصية كارتون لمجلة تي في غايد.

## الأصول
أول ظهور لدافي في 17 أبريل 1937، في الفيلم القصير بوركيز داك هانت، من إخراج تيكس آيفري ورسم بوب كلامبيت، كان العرض تقليديا بالنسبة لعروض استوديو ليون شليسنجر التي اشتهرت بهذا النوع، دافي في هذ العرض (لم يسم باسمه بعد) كان بالنسبة لمرتادي العروض شخصية شرسة غير قابلة للسيطرة، علق كلامبيت على ذلك «في ذلك الوقت، لم يألف الجمهور على مشاهدة شخصية كارتون تقوم بهذه الأشياء، وعندما بدأ العرض انفجر الأمر، كان الناس يغادرون المسارح يتحدثون عن هذا الدافي داك».
في بداياته، كان شكل دافي أقل تجسما (بالنسبة لجسم الإنسان) وأشبه للبط العادي، أما ما تبقى بعد مرور السنوات هو تمثيل ميل بلانك لصوته والحلقة البيضاء في عنقه المحاطة بريشه الأسود. أدى بلانك صوت دافي لاثنتين وخمسين سنة مسجلا رقما بأنه الوحيد الذي استمر لتلك السنوات ممثلا لصوت الشخصية منذ ابتكارها، الجملة الشائعة التي تنقل عن دافي هي «يور ديسبيكبل you're despicable».
لدى دافي لثغة في نطق بعض الحروف، أما أصولها فأمر مختلف فيه، إلا أن هناك رواية «رسمية» تحكي تقليدا لليون شليسنجر الذي عرف بلثغته أيضا، مع أن بلانك دحض هذه الرواية في كتابه ذاتس نوت أوول فوكس!. هذه اللثغة تطورت مع السنوات، إذ كان يصعب ملاحظتها في العروض الأولية، من ذلك دافي داك آند إيغهيد، حيث لم يكن دافي يلثغ إلا في مشهد غنائه، إذ ظهرت لثغة طفيفة يمكن سماعها. كان صوت دافي مشابها لصوت سيلفستر ذا كات إلا أن صوت دافي كان مسرعا (أسرع من زمن صوت التسجيل). كلا الصوتين كان من تمثيل ميل بلانك، حيث ينقل أن صوت بلانك الحقيقي هو أقرب لصوت سيلفستر ما عدا اللثغة والنبرة المتثاقلة.

## الاختلاف في دافي

### دافي بتصميم تيكس آيفري وبوب كلامبيت
كان آيفري من ابتكر النسخة الأصلية من دافي في 1937، بدأ دافي بقفزه في الماء وفي الأماكن المحيطة صارخا «هوو-هووو! هوو-هووو!»، سرعان ما ضمه كلامبيت في عروضه في الثلاثينات والأربعينات، شخصية كلامبيت من دافي كانت مجنونة بلهاء برية تقفز حول أطراف الشاشة وتصرخ «هوو-هووو!». كلامبيت غير من تصميم دافي فجعله طويلا ونحيلا، أما منقاره وقدميه كانا أكثر استدارة، وعادة ما جمعه مع بوركي بيغ. ظهر دافي في عروض الحرب العالمية الثانية، حيث ظهر بشخصيته الجامحة، كما في درافتي دافي (1945) عندما حاول الهرب من خطاب التجنيد، وسكراب هابي دافي (1943) عندما تقاتل مع معزة نازية.

### دافي بتصميم روبرت مككمسون، فريز فريلينغ، فرانك تاشلين، وآرت دايفس
في دافي دوودلس (أول كارتون لووني تونز من إخراج روبرت مككمسون) عدل مككمسون دافي قليلا، فجعله أكثر استدارة وأقل «تمططا». كما أعطي قليلا من ذكاء باغز باني ما جعله أذكى بقدر ما كان فيه من جنون، دافي ارتبط أيضا مع بوركي. دايفس فترة عمله القصيرة كمخرج كان له تصميم مشابه لتصميم مككمسون، مككمسون استمر بتقديم هذا التصميم من 1946 إلى 1961. فريز فريلينغ جمع بين شخصية دافي لمككمسون مع التي لجونز، فمثلا في شو بيز باغز، كان دافي يتكبر ويغار من باغز المشهور، بينما كان أسلوبه في حل مشكلته لا تقل جنونا عن التي عرف بها.

### دافي بتصميم تشاك جونز
بما أن باغز باني حل مكان دافي بكونه الشخصية الأشهر في وارنر براذرز، لم يمنع ذلك المخرجون من استخدام دافي في عروضهم، إذ كان يقلد بشكل هزلي الشخصيات الأخرى في الأفلام المشهورة.
مع تصاعد نجومية باغز باني وضع رسامو وارنر براذرز دافي كخصم لباغز، غالبا ما يغار منه محاولا استعادة الأضواء التي فقدها، بينما كان ردة باغز لتصرف دافي باردة، رغبة دافي في الصعود إلى النجومية بدأت منذ بداية الأربعينات مع فريز فريلينغ في عرضه يو أوت تو بي إن بكشرز، بينما قام جونز بتكرار الفكرة بنجاح بعد أن غير تصميم الشخصية، مضيفا إليها صفة الدناءة، ففي ثلاثية الصيد لجونز (رابيت فاير، رابيت سيزونينغ، داك! رابيت! داك!) انقلبت حيل دافي للنيل من باغز، ويجد باغز الفرصة الملائمة لخداع إلمر فاد الذي كان يطلق النار بشكل متكرر على منقار دافي.
هذه الشخصية وصفها الناقد ستيف شنايدر بأنها «نوع من الأنا غير المقيدة»، بينما جونز نفسه وصف الشخصية بأنها «تعبر عن كل ما نحن خائفون من تعبيره». في عرض جونز، داك أماك (1953)، كان يتم العبث بدافي من قبل رسام غير معروف، تارة يقوم بتغيير المشهد، وتارة الصوت، وتارة يغير من دافي نفسه، في النهاية عندما يطالب دافي عن المسؤول لتلك التغييرات، تعود الكاميرا لتظهر باغز باني. في عام 1999، اختير العرض للدخول إلى سجلات الأفلام الوطنية للولايات المتحدة.
فريز فريلينغ استخدم نسخة دافي لجونز في شو بيز باغز، عندما كان الاثنان يقدمان فقرة مشتركة مع بعضهما، وعند خروجهما من المسرح يصفق الجمهور لدرجة أن دافي يظن أن التصفيق من أجله، فيخرج ويتوقف التصفيق بينما عندما يطل باغز يعود التصفيق بحرارة. بينما جعل مككمسون دافي في داكينغ ذا ديفل، يضطر للمخاطرة من أجل المال، عندما يلتقط تاز بعض النقود التي سقطت من دافي وهو في القفص، يدخل دافي محاولا استرداد ماله ضاربا تاز.

## السنوات المتأخرة
ظهر دافي في فيلم من ورط الأرنب روجر (بالإنجليزية: Who Framed Roger Rabbit)‏ عام (1988)، مشاركا لقطة مع منافسه من ديزني دونالد داك، حيث يعزف الاثنان مقطوعة هانغرايان رابسودي نمبر 2. وبمناسبة ذكراه الخمسين، أنتجت وارنر براذرز فيلم ذا داكسورسيت (1987) كأول فيلم لووني تونز من إنتاجها بعد عقدين من الانقطاع. ظهر دافي في عدة أفلام أخرى مثل دافي داكس فنتاستيك آيلاند (1983)، دافي داك كواكباسترز (1988)، ثم عاد في الأدوار الرئيسية في سبيس جام (1996)، ولووني تونز: باك إن أكشن (2003)، حيث ظهر في الأخير بشخصية دافي الباحث عن المجد والأضواء.
ظهر دافي أيضا في القصص المصورة، عندما نشرت ديل كوميكس عدة كتب من القصص المصورة لدافي.

## ممثلو أصوات دافي
- ميل بلانك
- جيف بيرغمان
- دي برادلي بيكر
- جو ألاسكي
- جيف بينيت (أتاك أوف ذا درونز)
- سأمويل فنسنت (بيبي لووني تونز)
- فرانك غورشن (سوبيريور داك)
- ميل تورمي (غناء دافي في نايت أوف ذا ليفينغ داك)
- بيل فارمر (روبوت تشكن)
- حسان حمدان (الدبلجة اللبنانية)
- محمد حداقي (الدبلجة السورية)

## وصلات خارجية
- دافي داك على موقع الموسوعة البريطانية (الإنجليزية)
- دافي داك على موقع ميوزك برينز (الإنجليزية)
- دافي داك على موقع ديسكوغز (الإنجليزية)
- دافي داك في قاعدة بيانات الإنترنت للأفلام
- دافي داك في موقع وارنر براذرز